# John Carter: The Gods of Mars
John Carter: The Gods of Mars — ограниченная серия комиксов, состоящая из 5 выпусков, которую в 2012 году издавала компания Marvel Comics.

## Синопсис
Джон Картер возвращается на Барсум и должен встретиться с богами Марса.

### Выпуски
| № | Дата выхода    | Оценка на Comic Book Roundup   |
| - | -------------- | ------------------------------ |
| 1 | 21 марта 2012  | 7,6 из 10 на основе 6 рецензий |
| 2 | 18 апреля 2012 | 8,4 из 10 на основе 1 рецензии |
| 3 | 16 мая 2012    | 8 из 10 на основе 1 рецензии   |
| 4 | 27 июня 2012   | 8,4 из 10 на основе 1 рецензии |
| 5 | 25 июля 2012   | 9 из 10 на основе 1 рецензии   |

### Сборники
| Название                      | Тип            | Дата выхода      | Собранный материал                 | Кол-во страниц | ISBN                       |
| ----------------------------- | -------------- | ---------------- | ---------------------------------- | -------------- | -------------------------- |
| John Carter: The Gods of Mars | Мягкая обложка | 19 сентября 2012 | John Carter: The Gods of Mars #1-5 | 112            | 978-0785165132, 0785165134 |

## Реакция

### Отзывы критиков
На сайте Comic Book Roundup серия имеет оценку 8,3 из 10 на основе 10 рецензий. Дуг Завиша из Comic Book Resources написал, что «поклонники фильма или романов наверняка найдут на этих страницах приятные впечатления». Скотт Седерланд из Newsarama дал первому выпуску 9 баллов из 10 и похвалил художников. Рецензент из Comic Vine поставил дебюту 4 звезды из 5 и посчитал, что «это забавный комикс, рассказывающий занимательную историю и наполненный действительно красивыми рисунками».

### Продажи
Ниже представлен график продаж комикса за первый месяц выпуска на территории Северной Америки.